# چک خلنگزار
چک خلنگزار (نام علمی: Cercomela sordida) نام یک گونه از سرده چک‌های بیابان است.